# اسطوره آفرینش آینو

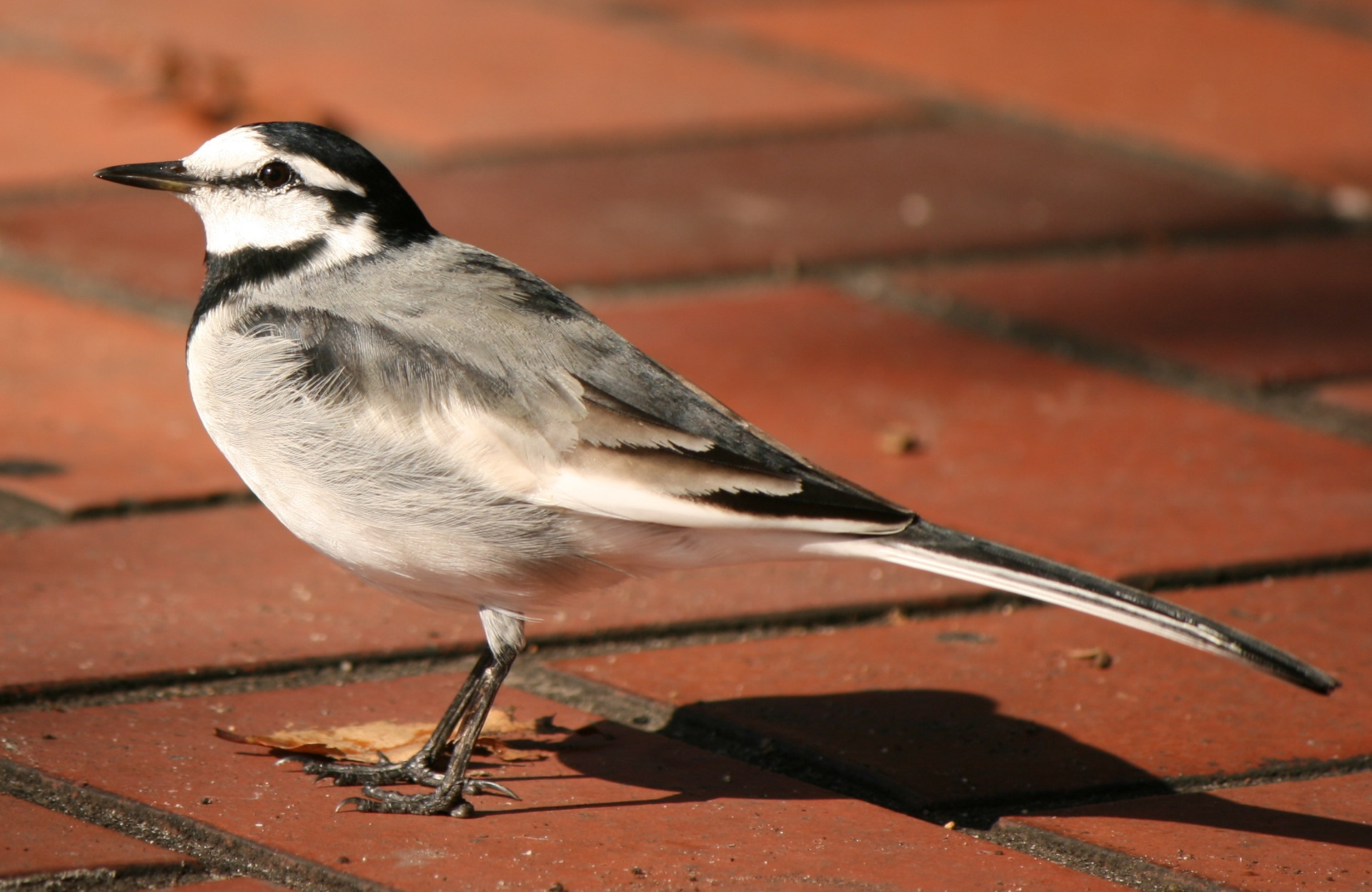
دم‌جنبانک آبی

اسطوره‌های آفرینش آینو (به انگلیسی: Ainu creation myth)، روایت‌های سنتی آفرینش مردمان آینو در ژاپن هستند. این اسطوره‌ها منعکس‌کننده جهان‌بینی آینو هستند که به موجودات غیرانسانی، ذهنیت و عاملیت نسبت می‌دهد و آنها را موجوداتی آگاه با توانایی برقراری ارتباط و تعامل با انسان‌ها می‌داند. اگرچه اساطیر آینو ویژگی‌های مشترکی با ژاپنی‌ها دارد، که از اوایل قرن نوزدهم با آن‌ها تعامل داشته‌اند، اما اسطوره آفرینش آن‌ها همچنان مختص به خودشان است. آینوها از نظر تاریخی زبان خاص خود و گنجینه‌ای غنی از ادبیات شفاهی دارند. این داستان‌ها به‌ویژه از طریق ژانر کامویی یوکار روایت می‌شوند که روایت‌های طولانی از شاه‌کارهای قهرمانانه با مشارکت موجودات معنوی مانند حیوانات، گیاهان و پدیده‌های طبیعی است. در نتیجه همگون‌سازی فرهنگی، اکثر مردم آینو ژاپنی‌زبان هستند و به زبان آینو صحبت نمی‌کنند. اکنون ادبیاتی به شکل متون مکتوب وجود دارد که ثابت شده‌اند اما همچنان نسخه‌های متعددی از داستان‌های یکسان هستند.
اسطوره‌های آینو زمان را به سه قسمت تقسیم می‌کند: «موسیر سیکا اوتا» (هنگامی که جهان متولد شد)، موسیر نوسکه‌کهه «مرکز جهان» و موسیر کش (پایان جهان، که هیچ مفهوم دقیقی از اساطیر آینو در مورد آن ثبت نشده است) در یک نسخه، الهه آفرینش، دم‌جنبانک آبی را به پایین می‌فرستد تا در دنیای آبی زیرین، زمین قابل سکونت ایجاد کند. از آن‌جایی که خالق، حیوانی را برای کمک به خلقت به جهان می‌فرستد، اسطوره آینو را می‌توان مشتقی از نوع خلقت زمین-غواص نامید که معمولاً در آسیای مرکزی و فرهنگ‌های بومی آمریکا یافت می‌شود. پرنده کوچک روی آب‌ها بال می‌زد، آب می‌پاشید و سپس با پاهایش و دمش، تکه‌هایی از خاک را محکم می‌کرد. به این ترتیب، جزایری که بعدها آینوها در آن‌ها زندگی می‌کردند، به‌صورت شناور بر روی اقیانوس بالا آورده شدند.آینوها حداقل در مقایسه با سایر جمعیت‌های آسیای شرقی، تا حدودی مو دارند. بنابراین، بسیاری از داستان‌های آینو معتقدند که اولین جد آن‌ها خرس بوده است. یک نسخه از کاموی می‌گوید که یک زوج آسمانی به نام‌های اوکیکورومی و تورش را به زمین می‌فرستد. این زوج پسری داشتند که برخی او را اولین آینو می‌دانند و اعتقاد بر این است که او مهارت‌های لازم برای بقا را به مردم داده است.
مبلغ مذهبی انگلیسی جان بچلر، افسانه‌ای را که آینوها قبل از خلقت جهان توسط اولین کاموی برایش تعریف کرده بودند، بازگو کرد. در آن افسانه آمده بود که تنها یک باتلاق وسیع وجود داشت که در آن یک ماهی قزل‌آلای بزرگ زندگی می‌کرد و خالق، جهان را روی قزل‌آلا قرار داد، به‌طوری که ماهی آب دریا را می‌مکد و بیرون می‌ریزد و باعث جزر و مد می‌شود.

## تاریخچه
اسطوره آفرینش آینو حول نقش خدایان و الهه‌های مختلف، تقسیم کیهان به قلمروهای مختلف و آفرینش جهان و انسان‌ها می‌چرخد.

### نقش الهه خورشید
در این اسطوره الهه خورشید نقش مهمی ایفا می‌کند و از طریق سخنان خود به اوینا، اولین حاکم نیمه‌انسانی آینو، اقتدار و اعتبار را منتقل می‌کند. گفتگوهای تصنعی در روایت، ماهیت شاعرانه و موجز اسطوره را منعکس می‌کنند. او همچنین در اسطوره آفرینش، زندگی‌بخش بزرگی بود.

### تقسیم کیهان
طبق این اسطوره، جهان به چندین قلمرو تقسیم می‌شود، از جمله جهان خدایان، جهان انسان‌ها، مکان شرقی خدایان مرده بازیابی‌شده و مکان پایین‌تر در غرب خدایان کاملاً مرده. ورود به دنیای خدایان از طریق مرز ابر-خدا صورت می‌گیرد، و خدایان می‌توانند به دنیای آینو نزول کنند، اما افراد آینو به دنیای خدایان صعود نمی‌کنند.

### آفرینش جهان و انسان
دنیای انسان‌ها در اسطوره آفرینش آینو، مشابه دنیای معاصر آینو توصیف شده است. از خدای دهکده‌ساز به‌عنوان خالق دنیای انسان‌ها یاد شده است، درحالی‌که الهه آتش‌ساز به‌دلیل کمبود پوشش گیاهی به زمین فرستاده شده تا برای انسان‌ها آتش فراهم کند.
شش بهشت و شش جهنم وجود دارد که خدایان، شیاطین و حیوانات معنوی را در خود جای داده‌اند. شیاطین در آسمان‌های پایین ساکن هستند، درحالی‌که خدایان کم‌اهمیت‌تر جای خود را در میان ابرها و ستارگان می‌یابند.
تونو، خدای خالق، با دیواری فلزی که از طریق دروازه‌ای آهنی باشکوه قابل دسترسی است، از قلمرو خود محافظت می‌کند. او جهان را همچون اقیانوسی پهناور تصور می‌کند که ستون فقرات یک قزل‌آلای غول‌پیکر آن را نگه داشته است. هر حرکت ابرها یا ماهی‌ها لرزه‌هایی را در زمین ایجاد می‌کند که به صورت زلزله و سونامی در سطح زمین ظاهر می‌شوند.
الهه نور و آتش، که با نام کامویی هوچی (همچنین آپهوچی، «بزرگ آتش») شناخته می‌شود، از تیرگی بیرون آمد و از طریق رقص و آواز، نور و فضایی مساعد برای زندگی به جزایر تازه آورد. تونو به حیوانات آسمانی اجازه داد تا در بهشت جدید ساکن شوند، اما موجوداتی را نیز منحصراً برای این قلمرو خلق کرد.
کامویی هوچی، با احساس عمیق تنهایی، انسانی را از گل آفرید و روح زندگی را در او دمید. بدین ترتیب، آینوها متولد شدند.